# Bratina Lagoon
Bratina Lagoon är en sjö i Antarktis. Den ligger i Östantarktis. Nya Zeeland gör anspråk på området. Bratina Lagoon ligger 3 meter över havet.